# Platycoelia insolita
Platycoelia insolita är en skalbaggsart som beskrevs av Smith 2003. Platycoelia insolita ingår i släktet Platycoelia och familjen Rutelidae. Inga underarter finns listade i Catalogue of Life.